# Rosario Bajo
Rosario Bajo es un barrio ubicado en el municipio de San Germán en el estado libre asociado de Puerto Rico. En el Censo de 2010 tenía una población de 1544 habitantes y una densidad poblacional de 217,97 personas por km².

## Geografía
Rosario Bajo se encuentra ubicado en las coordenadas 18°9′37″N 67°4′19″O / 18.16028, -67.07194. Según la Oficina del Censo de los Estados Unidos, Rosario Bajo tiene una superficie total de 7.08 km², que corresponden a tierra firme.

## Demografía
Según el censo de 2010, había 1544 personas residiendo en Rosario Bajo. La densidad de población era de 217,97 hab./km². De los 1544 habitantes, Rosario Bajo estaba compuesto por el 83.16% blancos, el 4.02% eran afroamericanos, el 0.06% eran asiáticos, el 0.06% eran isleños del Pacífico, el 9.91% eran de otras razas y el 2.78% pertenecían a dos o más razas. Del total de la población el 99.68% eran hispanos o latinos de cualquier raza.